# Zebra de muntanya
La zebra de muntanya (Equus zebra) és una espècie de zebra originària del sud-oest d'Angola, Namíbia i Sud-àfrica.

## Subespècies
- Zebra de muntanya del Cap (E. z. zebra). Viu a Sud-àfrica. S'alimenta principalment d'herba, però si hi ha escassetat d'aliment, també menja arbusts.
- Zebra de muntanya de Hartmann (E. z. hartmannae). Viu a la costa de Namíbia i el sud d'Angola en grups d'entre set i dotze individus.

Antigament es creia que les dues subespècies eren la mateixa.